# Lista das companhias aéreas da Alemanha

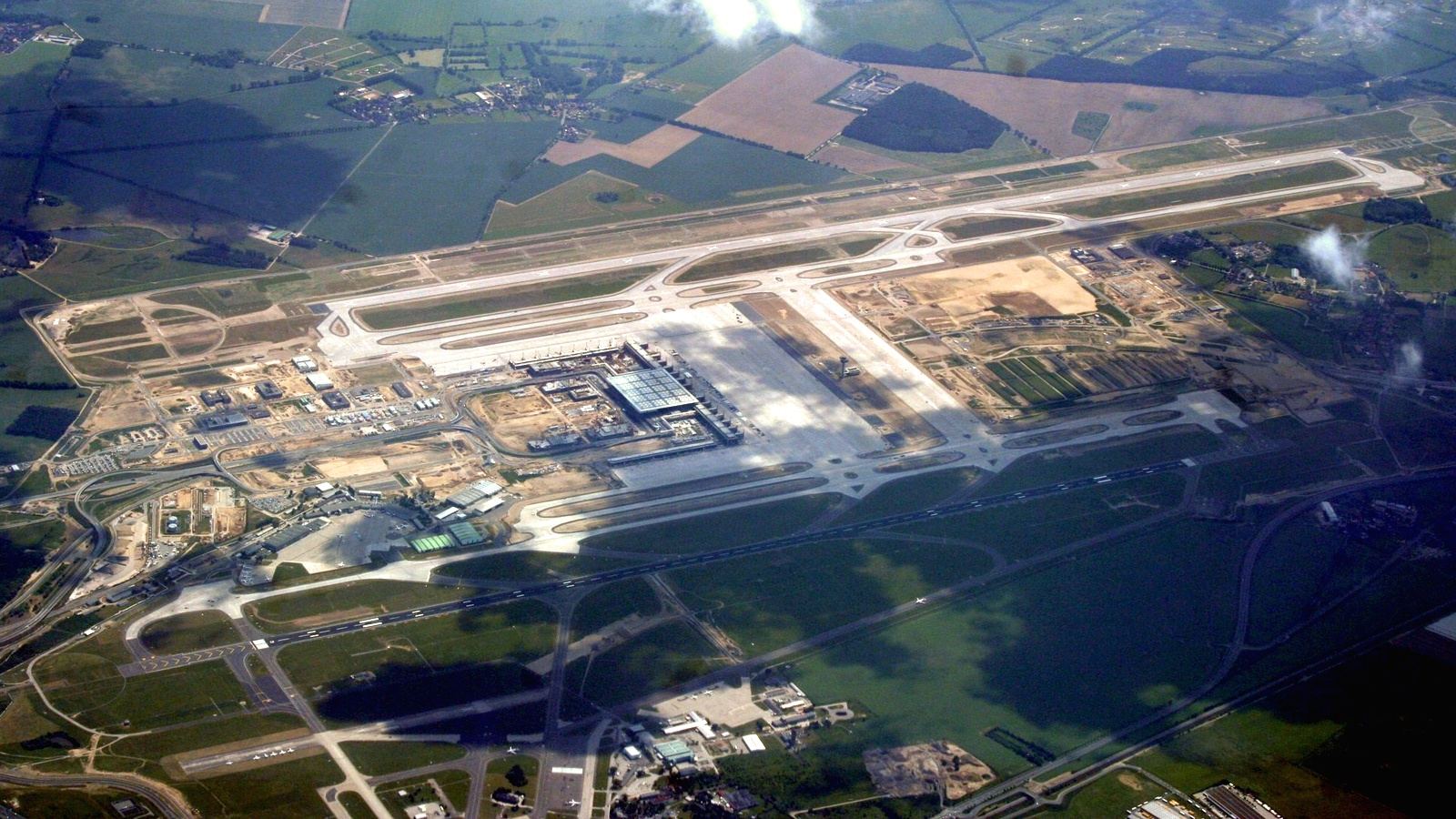
Aeroporto de Berlim

Esta é uma lista das companhias aéreas que operam na Alemanha. Uma companhia aérea é uma empresa que transporta pessoas ou cargas mediante pagamento. Possui ou aluga aeronaves para possibilitar o transporte. Formas especiais de companhias aéreas são as chamadas companhias aéreas de baixo custo e companhias aéreas charter. 

## Companhias aéreas regulares
| Companhia aérea                | IATA | ICAO | Callsign  | Imagem | Início operações | Notas |
| ------------------------------ | ---- | ---- | --------- | ------ | ---------------- | --- |
| Eurowings                      | EW   | EWG  | EUROWINGS |        | 1993             | NFD - Nürnberger Flugdienst (1975–1992) fundido com Eurowings RFG - Regionalflug (1976–1992) fundido com Eurowings                     |
| FLN Frisia Luftverkehr         |      |      |           |        | 2014             | Sucessora de Frisia-Luftverkehr Norddeich (1969–2014) LFH - Luftverkehr Friesland Harle (1983–2014) fundida com FLN - Die Inselflieger |
| Lübeck Air                     | 6I   | MMD  | MERMAID   |        | 2020             | Operado por Air Alsie. |
| Lufthansa                      | LH   | DLH  | LUFTHANSA |        | 1926             | |
| Lufthansa CityLine             | CL   | CLH  | HANSALINE |        | 1992             | |
| OFD Ostfriesischer-Flug-Dienst |      |      |           |        | 2011             | sucessora de OLT - Ostfriesische Lufttransport (1958–2011)                                                                             |

## Companhias aéreas de carga
| Companhia aérea                | IATA | ICAO | Callsign        | Imagem | Início operações | Notas                                                      |
| ------------------------------ | ---- | ---- | --------------- | ------ | ---------------- | ---------------------------------------------------------- |
| AeroLogic                      | 3S   | BOX  | GERMAN CARGO    |        | 2009             |                                                            |
| European Air Transport Leipzig | QY   | BCS  | EUROTRANS       |        | 2010             | Sucessora de de EAT - Transporte Aéreo Europeu (1971–2010) |
| Lufthansa Cargo                | LH   | GEC  | LUFTHANSA CARGO |        | 1993             | Renomeado de German Cargo (1977–1993)                      |
| CargoLogic Germany             | -    | GCL  | SAXONIA         |        |                  |                                                            |

## Companhias aéreas charter
| Companhia aérea                        | IATA | ICAO | Callsign      | Imagem | Início operações | Notas |
| -------------------------------------- | ---- | ---- | ------------- | ------ | ---------------- | --- |
| ACM Air Charter                        |      | BVR  | BAVARIAN      |        | 1992             | |
| ADAC Luftrettung                       |      |      |               |        | 1903             | |
| Aero-Dienst                            |      | ADN  | AERODIENST    |        | 1958             | |
| Air Hamburg                            | HH   | AHO  | AIR HAMBURG   |        | 2001             | |
| Air Independence                       |      | JTV  | JUNIOR        |        | 1998             | |
| air-taxi europe                        | TZ   | TWG  | TWIN-GOOSE    |        | 2005             | |
| AirGO Flugservice                      |      | XGO  | PASTIS        |        |                  | |
| Arcus-Air                              | ZE   | AZE  | ARCUS AIR     |        | 1973             | |
| Avanti Air                             |      | ATV  | AVANTI AIR    |        | 1994             | |
| Businesswings                          |      | JMP  |               |        | 1989             | |
| Condor                                 | DE   | CFG  | CONDOR        |        | 1955             | Südflug (1952–1968) fusão com Condor Condor Berlin (1997–2013) fusão com Condor                            |
| DC Aviation                            |      | DCS  | TWIN STAR     |        | 2007             | Renomeado da DaimlerChrysler Aviation (1998–2007), Cirrus Aviation (2001–2008) se fundiu com a DC Aviation |
| Deutsche Lufthansa Berlin-Stiftung     |      |      |               |        |                  | |
| Deutsche Zeppelin Reederei             |      |      |               |        | 2001             | |
| DRF Stiftung Luftrettung gemeinnützige | 1I   | AMB  |               |        | 1972             | |
| FAI rent-a-jet                         |      | IFA  | RED ANGLE     |        |                  | |
| Hahn Air                               | HR   | HHN  | ROOSTER       |        | 1994             | |
| Jet Executive                          |      | JEI  |               |        |                  | |
| PrivatAir (Germany)                    |      | PTG  |               |        | 2003             | |
| Private Wings                          | 8W   | PWF  | PRIVATE WINGS |        | 1991             | |
| RWL German Flight Academy              | DZ   | RWL  | RHEINTRAINER  |        |                  | |
| Stuttgarter Flugdienst                 |      | FFD  | FIRST FLIGHT  |        |                  | |
| Sundair                                | SR   | SDR  | SUNDAIR       |        | 2017             | |
| Sylt Air                               | 7E   | AWU  | SYLT-AIR      |        | 2001             | Voos programados na temporada de verão                                                                     |
| TUIfly                                 | X3   | HLX  | TUI JET       |        | 2006             | Renomeada da Hapag-Lloyd Express (2002–2006) Hapagfly (2005–2007) fundida como TUIfly (Alemanha)           |
| WDL Aviation                           | W1   | WDL  | WDL           |        | 1955             | |
| Wiking Helikopter Service              |      | WHS  |               |        |                  | |
| Windrose Air                           |      | QGA  | QUADRIGA      |        |                  | |